# Sal quaternário de amônio

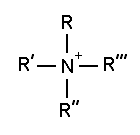
Cátion quaternário de amônio. Os radicais R podem ser o mesmo grupo ou grupos alquílicos diferentes. Além disso, quaisquer um dos Rs podem estar conectados entre si.

Os sais quaternários de amônio, sais de amônio quaternário ou compostos quaternários de amônio são bioativos catiônicos com poder surfactante. Sua estrutura básica possui duas regiões bem definidas, sendo um átomo central de nitrogênio ligado covalentemente a quatro grupos funcionais por meio de carga positiva, formando a região catiônica e outra região denominada aniônica, carregada negativamente onde geralmente o cloro ou bromo se liga ao nitrogênio.
Foram introduzidos no final da década de 1930 e desde então são frequentemente utilizados como detergentes e desinfetantes. Para a boa atividade antimicrobiana é requisito que ao nitrogênio esteja ligado uma longa cadeia alquila com comprimento de C8 a C18 que serve também como um grupo hidrofóbico.  Os grupos hidrofóbicos nos quaternários de amônio tendem a desempenhar funções antimicrobianas.
Desinfetantes desta classe são bactericidas contra formas planctônicas e biofilme, bactérias Gram negativas e Gram positivas, fungos e vírus envelopados.